# قميلة دقيقة الأوراق
قميلة دقيقة الأوراق (الاسم العلمي:Torilis leptophylla) هو نوع من النباتات يتبع جنس القميلة من الفصيلة الخيمية.